# Test di Fukuda
Il test di Fukuda è un'importante prova diagnostica, comunemente adoperata in ambito neurologico e otorinolaringoiatrico per valutare la presenza di un ipertono muscolare durante una marcia svolta sul posto.

## Descrizione
Il medico ordina al paziente di stare ritto in piedi, con le mani libere in avanti o appoggiate ciascuna alla spalla opposta. La testa deve essere in posizione neutra e la mandibola in posizione di riposo (i denti non si devono toccare). Poi, chiusi gli occhi, il paziente compie un certo numero di passi sul posto a ritmo normale, solitamente 50 passi in un minuto.
Il paziente deve elevare gli arti inferiori in modo sufficiente ma mai eccessivo, e a un ritmo non troppo incalzante.
I soggetti normali che eseguono il test ruotano sul posto mai oltre i 30 gradi. Se invece il corpo del paziente ruota superando i 30 gradi, la causa sarà probabilmente una sofferenza labirintica sul lato dello spostamento.
Uno spostamento in avanti (deambulazione), nel corso del test, non è indice di patologia.
Il test viene ripetuto anche sotto l'influenza del riflesso nucale, vale a dire con la testa ruotata sul lato destro e sinistro del corpo.

## Indicazione
Valutazione dei soggetti con:
- Sospetta disfunzione vestibolare periferica[2]
- Instabilità dell'equilibrio
- Vertigine non specificata.[3][4]

## Validità del test
La sensibilità e specificità del test sono state oggetto di recente revisione critica. Molti autori ritengono che il test di Fukuda non possa essere considerato uno strumento di screening affidabile per la diagnosi di asimmetria vestibolare periferica nei pazienti cronici vertiginosi. Anzi molti autori hanno verificato che gli individui con una lesione unilaterale vestibolare non tendono a deviare verso il lato dell'orecchio interessato, e spesso nemmeno lo scotimento della testa prima del test migliora significativamente le prestazioni
È stato pertanto suggerito il suo utilizzo solo come parte di una serie di prove e protocolli che possono suggerire una lesione vestibolare.